# (2979) Murmansk
(2979) Murmansk (1978 TB7) – planetoida z pasa głównego asteroid okrążająca Słońce w ciągu 5,53 lat w średniej odległości 3,13 j.a. Odkryta 2 października 1978 roku.